# Redigobius chrysosoma
Redigobius chrysosoma är en fiskart som först beskrevs av Bleeker, 1875.  Redigobius chrysosoma ingår i släktet Redigobius och familjen smörbultsfiskar. IUCN kategoriserar arten globalt som livskraftig. Inga underarter finns listade i Catalogue of Life.